# Victoria Opitz
Victoria Opitz (5 de junio de 1988) es una deportista estadounidense que compitió en remo. Ganó cuatro medallas de oro en el Campeonato Mundial de Remo entre los años 2013 y 2018.

## Palmarés internacional
| Campeonato Mundial | Campeonato Mundial       | Campeonato Mundial | Campeonato Mundial |
| Año                | Lugar                    | Medalla            | Prueba             |
| ------------------ | ------------------------ | ------------------ | ------------------ |
| 2013               | Chungju (Corea del Sur)  | Medalla de oro     | Ocho con timonel   |
| 2014               | Ámsterdam (Países Bajos) | Medalla de oro     | Ocho con timonel   |
| 2015               | Aiguebelette (Francia)   | Medalla de oro     | Ocho con timonel   |
| 2018               | Plovdiv (Bulgaria)       | Medalla de oro     | Ocho con timonel   |